# امیررضا کوهستانی
امیررضا کوهستانی (زاده ۱۸ خرداد ۱۳۵۷، شیراز) نویسنده و کارگردان تئاتر ایرانی است. او با اجرای بیش از ۲۰۰ تئاتر در خارج از ایران، از جمله موفق‌ترین کارگردانان تئاتر ایران به‌شمار می‌رود.

## زندگی
امیررضا کوهستانی در سال ۱۳۵۷ در شیراز به دنیا آمد. ۱۸ ساله بود که اولین داستان کوتاهش را در روزنامه‌های محلی چاپ کرد. پس از آن جذبسینما شد و تحصیلات آکادمیک خود را در رشتهٔ کارگردانی سینما آغاز کرد، سپس در دانشگاه منچستر انگلستان در رشتهٔ مطالعات تئاتری ادامه داد. وی اولین نمایشنامهٔ خود را با نام «و روز هرگز نیامد» در سال ۱۳۷۷ نوشت که هرگز به اجرا در نیامد. یک سال بعد نمایش «قصه‌های در گوشی» را به روی صحنه برد که توجه بسیاری را در هجدهمین جشنوارهٔ تئاتر فجر جلب کرد.
وی از سال ۱۳۷۴ به عضویت کارگاه و گروه تئاتر مهر درآمد و در شیراز کار خود را ادامه داد و در نمایش‌های کبودان و اسفندیار و ارتفاع فعالیت کرد و با قصه‌های درگوشی خود را معرفی کرد و با سومین اثرش «رقص روی لیوانها» (۱۳۸۰) حمایت چندین فستیوال هنری اروپایی را کسب کرد. وی در تهران با نام گروه تئاتر مهر به کار خود ادامه داد. او در سال ۲۰۰۲ نمایش «تجربه‌های اخیر» را در فستیوال تئاتر جهان در شهر بُن آلمان دید و پس از آن تصمیم گرفت که این اثر که برداشتی از نمایشنامه‌ای کانادایی است را به همین نام بازنویسی و اجرا کند.
آثار بعدی او «در میان ابرها» -که دربارهٔ مهاجرت است- (۱۳۸۴)، «خون خشک و سبزی تازه» (۱۳۸۶)، «کوارتت» (۱۳۸۶) هر کدام درتئاتر ایران و چندین فستیوال و تئاتر اروپایی به اجرا درآمده‌اند. وی نمایش «اوتوپیاها» را با همکاری یک نمایشنامه نویس- کارگردان ژاپنی (اوریزا هیراتا) و یک کارگردان فرانسوی (سیلوان موریس) در فرانسه و ژاپن به روی صحنه برد. کوهستانی بعد از چند سال تحصیل در انگلستان برای اجرای نمایش «درشب ۱۷ دی کجا بودی؟» به ایران بازگشت و همچنین آن را در تئاتر La Colline فرانسه و چندین کشور اروپایی اجرا کرد.
کوهستانی سپس تئاتر ایوانف را در سال ۱۳۹۰ بر اساس نخستین نمایشنامه بلند آنتوان چخوف را در تماشاخانه ایرانشهر به صحنه برد. در بهمن ۱۳۹۰ فیلم پذیرایی ساده به کارگردانی مانی حقیقی که فیلمنامه اش به‌طور مشترک توسط وی و امیررضا کوهستانی نوشته شده بود در شصت و دومین دوره جشنواره فیلم برلین در بخش جنبی فوروم (تریبون آزاد) برنده جایزه نتپک (شبکه توسعه سینمای آسیا) شد. کار بعدی وی تئاتر دیوار چهارم بر اساس نمایشنامهٔ انگلستان اثر تیم کراوچ بود که در سال ۹۱ در تالار شمس به روی صحنه رفت. نمایش سالگشتگی که در سال ۹۲ بار دیگر در تالار شمس بر روی صحنه رفت به نوعی دنباله ایی بود بر تئاتر رقص روی لیوان‌ها و سرنوشت شخصیتهای آن نمایش را پی می‌گرفت. کوهستانی با نمایش شنیدن (۱۳۹۴) پس از ده سال و بعد از نمایش در میان ابرها (۱۳۸۴) که در تالار قشقایی به صحنه برده بود به تئاتر شهر بازگشت.
«شنیدن» اثری از امیررضا کوهستانی سال ۲۰۱۶ در دوره هفتادم جشنواره آوینیون از ایران در بخش اصلی حضور پیدا کرد. او در سال ۲۰۱۸ با «بی تابستان» و سال ۲۰۲۲ در سومین حضور خود در هفتاد و ششمین دوره جشنواره، نمایشی به نام «در ترانزیت» را اجرا کرد.

## آثار
- قصه‌های درگوشی (۱۳۷۸)
- رقص روی لیوانها (۱۳۸۰)
- تجربه‌های اخیر (۱۳۸۲)
- در میان ابرها (۱۳۸۴)
- اتاق یک‌نفره (۱۳۸۵)
- خون خشک، سبزی تازه (۱۳۸۶)
- کوارتت، سفری به شمال (۱۳۸۶)
- اتوپیاها (اپیزود ماهی‌های سائومیگل) (۱۳۸۷)
- ۱۷ دی کجا بودی؟ (۱۳۸۸)
- ایوانف (۱۳۹۰)
- دیوار چهارم (۱۳۹۱)
- سالگشتگی (۱۳۹۲)
- شنیدن (۱۳۹۴)
- تاکسی نوشت (۱۳۹۴)
- ایوانف آنتون چخوف (۱۳۹۵)
- در میان ابرها (۱۳۹۶)
- بی تابستان (۱۳۹۷)
- در انتظار گودو (۱۳۹۹)[۱۳]
- در ترانزیت (۱۴۰۱)[۱۴]